# Ministério Federal do Interior
| Ministério Federal do Interior                                                      |                                                     |
| Alt-Moabit 140, 10557 Berlin, Alemanha 52° 31′ 17″ N, 13° 21′ 44″ L www.bmi.bund.de |                                                     |
| Criação                                                                             | 24 de dezembro de 1879 como "Reichsamt des Inneren" |
| Atual ministro                                                                      | Alexander Dobrindt                                  |
| Atual Secretário Parlamentar de Estado                                              | Christoph de Vries Daniela Ludwig                   |
| Orçamento                                                                           | €18.458 bilhões (2021)                              |

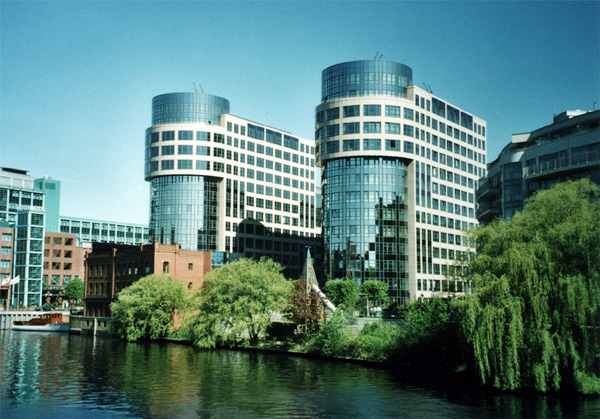
Sede em Berlim.

O Ministério do Interior da Alemanha (em alemão: Bundesministerium des Innern, abreviato BMI) é um ministério da Alemanha com sede em Berlim e filial em Bonn, antiga capital da Alemanha.
Foi fundado em 1879 como Reichsamt des Inneren na época do Império Alemão e reconstituído em 1949. Gustav Heinemann, mais tarde Presidente da Alemanha (1969-1974), foi o primeiro que exerceu o cargo entre 1949 e 1950 da Alemanha pós-guerra. Em 1950, metade dos cargos eram de nazis que viveram a Segunda Guerra Mundial e entre 1956 e 1961 a cifra chegou a 66% dos membros.